# WWF World Martial Arts Heavyweight Championship
O World Wrestling Federation (WWF) World Martial Arts Heavyweight Championship foi um título de luta profissional instituído pela World Wrestling Federation (WWF) e, mais tarde, usado pela New Japan Pro Wrestling (NJPW). Foi criado em 18 de dezembro de 1978 e dado a Antonio Inoki, da NJPW, por Vincent J. McMahon, ao Inoki chegar à WWF. O título foi conhecido por ser disputado em lutas reais. O WWF World Martial Arts Heavyweight Championship foi disputado apenas na NJPW após a promoção deixou sua afiliação com a WWF em 1985.
Durante o trigésimo aniversário da carreira de Inoki, a NJPW criou o salão da fama "Greatest 18 Club" e um novo título, o Greatest 18 Championship, que deveria complementar o IWGP Heavyweight Championship. O Greatest 18 Championship foi representado pelo Martial Arts Championship e dado a Riki Chōshū em 1990. Chōshū perdeu o título para The Great Muta em 1992. Muta aposentou o título em 23 de setembro, focando em suas defesas do IWGP Heavyweight Championship. Mais tarde, o título foi oficialmente aposentado pela NJPW.

## História
| Lutador                                              | Reinados | Data                   | Local                    | Notas                        |
| ---------------------------------------------------- | -------- | ---------------------- | ------------------------ | ---------------------------- |
| WWWF/WWF World Martial Arts Heavyweight Championship |          |                        |                          |                              |
| Antonio Inoki                                        | 1        | 18 de dezembro de 1978 | Nova Iorque, Nova Iorque | Dado por Vincent J. McMahon  |
| Shota Chochishvili                                   | 1        | 24 de abril de 1989    | Tóquio, Japão            | Nocaute no quinto assalto    |
| Antonio Inoki                                        | 2        | 25 de maio de 1989     | Osaka, Japão             |                              |
| Greatest 18 Championship                             |          |                        |                          |                              |
| Riki Chōshū                                          | 1        | 1990                   |                          | Dado                         |
| The Great Muta                                       | 1        | 16 de agosto de 1992   | Fukuoka                  |                              |
| Título aposentado                                    |          |                        |                          | Título aposentado pela NJPW. |